# 費林明·保臣
費林明·保臣（丹麥語：Flemming Povlsen，1966年12月3日—）是一名前丹麥前鋒球員。退役後曾任足球助教，現於丹麥電視台TV2擔任2012年歐洲國家盃客席評述。

## 國家隊生涯
費林明·保臣自1987年5月20日首度入選出戰希臘以後，一直是國家隊常客，共攻入21球，期間曾參與了1988年和1992年歐洲國家盃，是1992年一屆的奪標功臣。

## 榮譽
球員時代
PSV燕豪芬
- 荷蘭盃冠軍 : 1989-90

多蒙特
- 德國甲組聯賽冠軍 : 1994-95

丹麥國家隊
- 歐洲國家盃冠軍： 1992

## 外部連結
- http://www.dbu.dk/landshold/landsholdsdatabasen/LBasePlayerInfo.aspx?playerid=2356 （页面存档备份，存于）